# Micropholcomma
Micropholcomma is een geslacht van spinnen uit de familie Micropholcommatidae.

## Soorten
- Micropholcomma bryophilum (Butler, 1932)
- Micropholcomma caeligenum Crosby & Bishop, 1927
- Micropholcomma linnaei Rix, 2008
- Micropholcomma longissimum (Butler, 1932)
- Micropholcomma mirum Hickman, 1944
- Micropholcomma parmatum Hickman, 1944
- Micropholcomma turbans Hickman, 1981